# Кук, Джон Уильям
Джон Уильям Кук (исп. John William Cooke, 14 ноября 1920, Ла-Плата — 19 сентября 1968, Буэнос-Айрес) — аргентинский левый перонист, депутат Национального конгресса. Сын министра иностранных дел Хуана Исаака Кука. Колумнист журнала «Христианство и революция». Был женат на поэтессе Алисии Эгурен.